# Catalina Escobar Restrepo
Catalina Escobar Restrepo es una empresaria y conferencista  colombiana dedicada al sector social. Es la creadora y Presidente de la Fundación Juan Felipe Gómez Escobar, entidad que trabaja para erradicar la mortalidad infantil y apoya madres adolescentes en Cartagena de Indias (Colombia). Es considerada como uno de los líderes más importantes de la sociedad colombiana. Fue la primera colombiana en ser nominada dentro de los 10 finalistas al premio "Héroes CNN" para el año 2012.

## Trayectoria profesional
Catalina Escobar es graduada de Gimnasio Los Portales, Bogotá. Se graduó más adelante de Administración de Empresas en Clark University (1993). También cursó estudios en Europa y Japón (Kansai Gaidai University-Osaka) además de un Master in Business Administration en INALDE. Antes de comenzar la fundación, se desempeñó por varios años en el sector financiero.

## La Fundación
En el año 2000, Catalina se desempeñaba como voluntaria en una clínica de maternidad pública en Cartagena. Allí tuvo que ver morir a un niño recién nacido porque su madre no tenía dinero para pagar el tratamiento médico. Ese suceso, sumado a la muerte accidental de su hijo Juan Felipe, llevó a Catalina a decidir dejar su empresa para dedicarse al sector social. Así fue como en 2001 creó la fundación Juan Felipe Gómez Escobar, con la idea de atacar la mortalidad infantil en la costa Caribe colombiana, que presentaba los índices más altos de todo el país.
Desde entonces, la Fundación Juan Felipe Gómez Escobar ha realizado un exitoso trabajo en la ciudad de Cartagena, dotando salas de maternidad y construyendo un complejo social que atiende diariamente a cientos de niños y madres adolescentes. Según cifras de la Fundación, en el tiempo que lleva trabajando se ha logrado reducir en un 80 por ciento las muertes de niños en Cartagena.
En 2011 la Fundación inauguró un complejo social en Cartagena que atiende a más de 28.000 pacientes al año, además de un Centro Integral de Desarrollo Infantil. Esta sede fue catalogada como la primera obra social en Colombia con un edificio ecológico con certificación LEED.

## Premios y reconocimientos
Catalina Escobar ha recibido diferentes reconocimientos por su destacada labor en el sector social. En su país fue reconocida como una de los 100 líderes más importantes de la sociedad en el año 2011 por la revista Gerente. Recibió la orden al mérito en grado Cruz de Plata de parte del presidente de la República Juan Manuel Santos. También es dama de honor de la Soberana Orden de Malta. Está nominada dentro de los 10 finalistas al premio “Héroe CNN del año 2012”. En 2015, Catalina recibió el premio humanitario de la organización "World of Children Award" 
Otros premios
- Premio Portafolio en 2006 en la categoría solidaridad.[11]
- Ashoka Fellow 2011.[12]
- Escogida por el Departamento de Estado de EE. UU para hacer parte del Fortune/U.S. State Department Global Women´s Mentoring Partnership.[13]
- Premio Fundación Mujeres de éxito 2010.[14]
- Premio Fundación Alejandro Ángel Escobar en la categoría solidaridad.[15]
- Mención Honorífica Proyecto Sostenible de Alto Impacto Social.[16]
- Premio a la excelencia en la gestión de consecución de recursos por la Corporación Compartamos con Colombia.
- Medalla Gran Oficial otorgada por el Concejo de Cartagena de Indias.